# Pyrausta prochytalis
Pyrausta prochytalis is een vlinder van de familie van de grasmotten (Crambidae). De wetenschappelijke naam van deze soort is voor het eerst voorgesteld als Herbula prochytalis door Herbert Druce in een publicatie uit 1895.
De soort komt voor in Guatemala.